# 한우연
한우연(1991년)은 대한민국의 배우이다.

## 학력
- 중앙대학교 연극학과

## 출연 작품

### 영화
- 《비밀의 정원》 (2021년) - 정원 역
- 《우상》 (2019년) - 기자회견 기자 2 역
- 《파란 불이 들어오면》 (2017년) - 해원 역
- 《미열》 (2017년) - 은주 역
- 《여름밤》 (2016년) - 소영 역